# Blauwbuikscharrelaar
De blauwbuikscharrelaar (Coracias cyanogaster) is een soort scharrelaar die -zoals de Nederlandse naam al aangeeft- een blauwe buik heeft. Hij komt voor in Afrika.

## Kenmerken
De vogel is 28 tot 30 cm lang, met volgroeide staartuiteinden is de vogel 6 cm langer. Het mannetje weegt 112 tot 178 g, het vrouwtje 110 tot 150 g. Het is een opvallende soort scharrelaar met een vrij lange, golvende staart. De vogel is bijna wit met een roodbruine gloed op de kop en de borst, zwart op de rug en verder blauw. De snavel en de oogstreep zijn donker.

## Verspreiding en leefgebied
De vogel komt voor in een brede zone ten zuiden van de Sahara tussen het zuiden van Mauritanië en Senegal tot in het zuidwesten van Tsjaad en de Centraal Afrikaanse Republiek. Verder ook nog aan de noordelijke randen van de zone waar het regenwoud begint. De vogel is typisch voor een bepaald type bos dat bestaat uit onder meer Palmyra palm en boomsoorten uit het geslacht Isoberlinia (Caesalpinioideae), die vaak voorkomen op de overgang tussen regenwoud en savanne.

## Status
De grootte van de populatie is niet gekwantificeerd. De vogel is plaatselijk algemeen, maar in het leefgebied wordt veel gekapt, waardoor de vogel in aantal achteruitgaat. Echter, het verspreidingsgebied is groot en tempo van aantasting ligt onder de 30% in tien jaar (minder dan 3,5% per jaar). Om deze reden staat de blauwbuikscharrelaar als niet bedreigd op de Rode Lijst van de IUCN.